# Podhradszky György
Podhradszky György (szlovákul: Juraj Podhradský; Besztercebánya, 1889. április 5. – Budapest, 1972. március 4.) újságíró, muzeológus, a Slovenské noviny főszerkesztője.

## Élete
Podhradszky Lajos polgári iskolai tanár és Kellner Ilona fia. Nagybátyja Podhradszky Emil (Podhrasky) Petőfi verseit fordította.
A Budapesti Egyetemen végzett, majd a Magyar Nemzeti Múzeum etnográfiai osztályán dolgozott. Szlovákul és magyarul írta történeti, néprajzi és politikai publicisztikáit. A magyar hazafias érzelmű szlovák irányvonal képviselője volt. Az első világháború alatt bírálta a csehszlovák emigráns kormányt. A monarchia szétesése után részt vállalt az irredenta mozgalmakban is.
Cikkei jelentek meg többek között a Besztercebánya és Vidékében, a Zalai Közlönyben, a Pesti Hírlapban, a Magyarországban, a Budapesti Szemlében, a Slovenský národban, a Magyar Figyelőben, az Új Nemzedékben, az Urániában, a Nemzeti Újságban, a Keletben, a Magyar Életben és a Magyar Bibliofil Szemlében. Az 1917 utáni cikkeiben a szlovák–cseh kapcsolatok gyengítését tűzte ki célul.
A Felvidéki Egyesületek Szövetségének Hunfalvy Internátusán szlovák nyelvtanfolyamot vezetett. 1935-ben a Miniszterelnöki Hivatal II. Ügyosztályának (Nemzetiségi) elnöke.

## Művei
- 1916 Magyar-ukrán történelmi kapcsolatok
- 1920 (Mányik Pállal) Tót nyelvtan. 1. rész. A tót nyelvnek szóban, írásban és olvasásban tanító nélkül való elsajátítására. A mindennapi életben előforduló társalgás begyakorlására. A tót kiejtés megjelölésével.
- 1922 A Felföld nemzetiségi viszonyai. Föld és Ember II, 8-12.
- 1925 Etnographia 36, 72-74. (recenzió)
- 1942 Dr. Adolf Pechány (1859-1942). Slovenské Noviny 1942. június 1, 5.